# Macropteranthes kekwickii
Macropteranthes kekwickii är en tvåhjärtbladig växtart som beskrevs av Ferdinand von Mueller och George Bentham. Macropteranthes kekwickii ingår i släktet Macropteranthes och familjen Combretaceae. Inga underarter finns listade i Catalogue of Life.